# 南汇城墙
南汇城墙，位于中国上海市浦东新区惠南镇（原为南汇区），始建于明洪武十九年（1386年），1958年拆除。现存墙段约100米，位于南汇第一中学附近。
南汇城墙周长4公里，设有城门四座，分别为迎薰门（南门）、拱极门（北门）、观海门（东门）、听潮门（西门），以及水关2座，分别为静海关（东水关）、通济关（西水关）。

## 历史
明洪武十九年（1386年），为抗击倭寇，信国公汤和在三团地区（今惠南镇）筑城，建有东西南北四座城门及两座水关。1958年，南汇城墙开始拆除。2002年，古城墙被列为南汇区文物保护单位。